# Us and Them (film)
Pour les articles homonymes, voir Us and Them.
Pour plus de détails, voir Fiche technique et Distribution.
Us and Them (後來的我們, Hòulái de Wǒmén, litt. « Qui nous serons ») est un film dramatique chinois réalisé par l'actrice et chanteuse taiwanaise Rene Liu, sorti le 28 avril 2018.
Le tournage a lieu à Hailar, l'un des endroits les plus froids de Chine, durant l'hiver 2017,.
Il est premier du box-office chinois de 2018 lors de son premier week-end.

## Synopsis
Durant la période mouvementée du chunyun (la période dont laquelle il y a beaucoup plus de personnes qui voyagent en Chine à cause des fêtes de la nouvelle année), deux étrangers, Lin Jianqing et Fang Xiaoxiao, reviennent chez eux en train. Ils deviennent amis et ils se rendent compte que tous les deux habitent à Beijing en cherchant le succès. Jianqing veut devenir un créateur de jeux vidéo mais il n'a pas de temps ou l'argent pour le faire. Xiaoxiao habite avec son copain à Beijing, mais elle lui quitte après avoir un problème avec sa mère. Xiaoxiao commence à habiter avec Jianqing dans un très petit appartement et ils gagnent de l'argent en vendant des logiciels informatiques et de la pornographie japonaise.
Le film oscille entre le passé et le présent en montrant Jianqing, déjà grand, dans une rencontre avec Xiaoxiao dans un hôtel. Ils s'asseyent pour parler de la vie. Ils parlent de comment ils sont grandis ensemble à Beijing et comment ils se sentaient avant.
Encore une fois on les voit au passé pendant la période de la nouvelle année chinoise. Après avoir trop bu, ils couchent ensemble. Ils commencent une relation amoureuse, mais ils ont très peu d'argent et Jianqing ne comprend pas ce dont Xiaoxiao vraiment veut dans la relation. Les vieux amis de Jianqing viennent lui rendre visite, et pour ne pas perdre la face, il fait comme s'il est un créateur de jeux vidéo très célèbre et il utilise tout leur argent pour inviter tout le monde à dîner. Quand le couple rentre chez eux, le père de Jianqing lui dit qu'il ne faut pas prétendre d'être riche si tout le monde sait que ce n'est pas vrai.

## Distribution
- Jing Boran : Lin Jianqing
- Zhou Dongyu : Xiaoxiao
- Tian Zhuangzhuang
- Qu Zheming

## Musique
Le chanteur hongkongais Eason Chan chante la chanson thème du film composée par Chen Chien-ci et écrite par Ge Dawei. Le clip est réalisé par Shen Xiaowei et sort le 10 avril 2018, totalisant 2 millions de vues en à peine 2 heures.

## Production
Les producteurs organisent une conférence de presse pour promouvoir le film à Pékin le 10 avril 2018. Rene Liu, Eason Chan et l'équipe créative y sont présents.